# Henry W. Grady

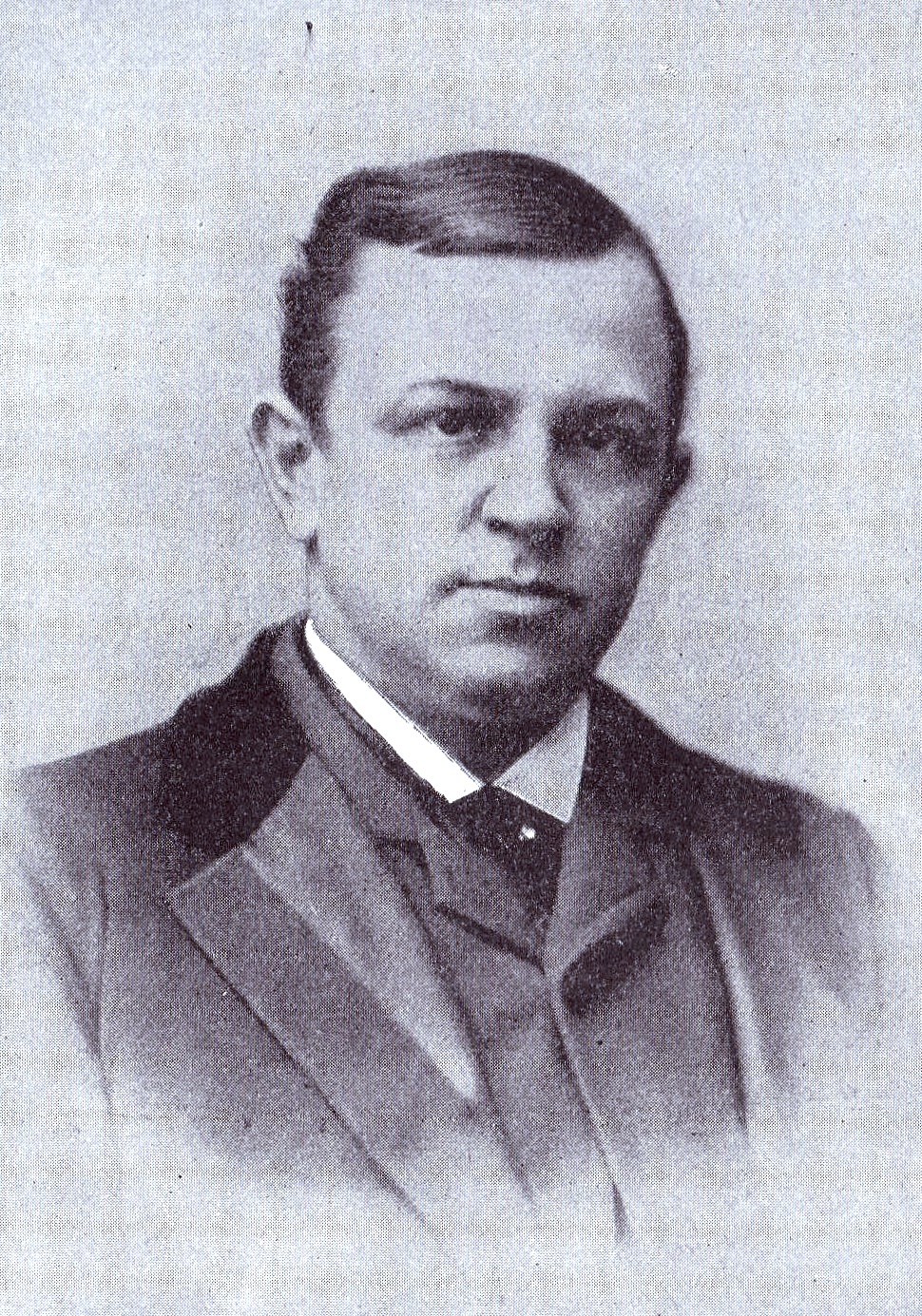
Henry W. Grady

Henry W. Grady (ur. 24 maja 1850, zm. 23 grudnia 1889) – amerykański dziennikarz, wydawca "Constitution" (Atlanta), główny prorok Nowego Południa.